# Pesekanaskoskau River
Pesekanaskoskau River är ett vattendrag i Kanada.   Det ligger i provinsen Ontario, i den östra delen av landet, 700 km nordväst om huvudstaden Ottawa.
I omgivningarna runt Pesekanaskoskau River växer i huvudsak barrskog. Trakten runt Pesekanaskoskau River är nära nog obefolkad, med mindre än två invånare per kvadratkilometer.